# 毛羽毛現 (漫画家)
毛羽毛現（けうけげん、1964年（昭和39年）7月12日 - ）は、日本の漫画家、同人作家。本職は薬剤師。
1984年『コミックマルガリータ』にて『魔狩人』でデビュー。代表作に成人向け漫画雑誌『ロリポップ』と『キャンディータイム』で連載されていた『魔狩人 デーモンハンター』シリーズがある（掲載誌は成人向けだが、本作は成人向け漫画ではない）。
同人サークル『姫麟クラブ』を主宰し同じく漫画家の松田紘佳と共に年2回コミックマーケットに参加している。妻は漫画家の蟹森ぐり。
自画像はペンネームの由来である妖怪毛羽毛現を基にした雪だるま型の毛玉である。友人の漫画家あろひろしの作品『優&魅衣』に出てきた毛むくじゃらの登場人物「剛田業」は、登場後に彼の自画像と性格をモデルにしたキャラに変化していった。

## 作品

### 単行本
- 『ARIEL comic―Super graphics』9巻、朝日ソノラマ、1992年5月。ISBN 978-4257901488
- 『百物語BY.Y･o･K･o』大正屋出版、1986年7月。ISBN 978-4886800039
- 『百物語BY.Y･o･K･o』ラポート、全2巻。
- 『魔狩人』笠倉出版社、全1巻。

### 単行本未収録
- 『Neo』「コミック・ロリポップ8月増刊 キャンディマシーン 創刊準備号 夏」笠倉出版に収録、1987年8月。

### アニメ
1989年11月7日に『魔狩人』を原作とした『魔狩人 デーモンハンター』がバンダイメディア事業部からOVAが発売された。ASIN B00005EFM0
スタッフ
- 監督・脚本・構成・絵コンテ - 岡本有樹郎
- キャラクターデザイン・作画監督 - もりやまゆうじ
- モンスターデザイン - わたなべぢゅんいち
- 音楽 - 伊藤信雄
- 美術監督 - 中座洋次
- プロデューサー - 浅賀孝郎、榎本歩光
- 企画 - 飯塚智久
- 編集 - 和田至亮、石田悟、掛須秀一、牧岡栄吾、小野寺桂子
- アニメーション制作 - スタジオ・ファンタジア

声優
- 六道夜魔 - 高山みなみ
- 黒鉄生 - 関俊彦
- 青野薫 - 佐久間レイ
- 沢口隆司 - 堀川亮
- 理事長 - 井上瑤
- カオス - 江原正士
- ナラカ - 冨永みーな
- 松岡洋子
- 篠原恵美
- 安倍敦
- 三木眞一郎

### 表紙画・挿絵
- 機獣神ブラスルーン 秋津透
- 死天使は冬至に踊る 富永浩史
- まんちゃーだ妖異譚 秋津透